# Сазман, Джанет
Джанет Сазман (англ. Janet Suzman, род. 9 февраля 1939) — южноафриканская актриса и режиссёр.

## Биография
Родилась будущая актриса в Йоханнесбурге в семье еврейских торговцев табачными изделиями. Её дед был членом национального парламента ЮАР, а тётя, Хелен Сазман, борцом против апартеида. В 1959 году, после окончания университета Витватерсранда, Сазман переехала в Лондон.
Актёрское образование она получила в Лондонской академии музыкального и драматического искусства, по окончании которой дебютировала на театральной сцене в 1962 году. Год спустя она вступила в Шекспировскую театральную компанию, благодаря чему в дальнейшем сыграла множество крупных ролей в пьесах этого драматурга. Помимо этого она часто исполняла другие заметные роли в классических произведениях Чехова, Горького, Расина, Брехта и Марло.
В 1960 – 1970-е годы Сазман периодически появлялась на британском телевидении в телеверсиях различных спектаклей. Её первая кинороль в фильме «Николай и Александра» в 1971 году принесла ей номинации на «Оскар», «Золотой глобус» и «BAFTA». В дальнейшем Сазман появилась в таких фильмах, как «Чёрная ветряная мельница» (1974), «Контракт рисовальщика» (1982), «Сухой белый сезон» (1989), «И корабль плывёт…» (1983) и «Монашки в бегах» (1990).
В настоящее время Сазман в основном играет на театральной сцене, выступая не только в Лондоне, но иногда и на родине в ЮАР.